# Aeropuerto Internacional Teniente Benjamín Matienzo
El Aeropuerto Internacional Teniente Benjamín Matienzo (Código IATA: TUC, código OACI: SANT) es una estación aeroportuaria de la provincia de Tucumán, Argentina, que concentra todo el tráfico aerocomercial que opera dicha provincia. Se encuentra ubicado en la localidad de Cevil Pozo, comuna de Delfín Gallo, a 10 km de San Miguel de Tucumán y a unos 20 km de Yerba Buena. 
Fue bautizado como "Aeropuerto Internacional Teniente Benjamín Matienzo", en honor al mencionado piloto y militar tucumano, que fue pionero de la aviación de su provincia y que intentó la hazaña de cruzar por primera vez la Cordillera de los Andes en avión. 
Este aeropuerto tiene una gran importancia a nivel nacional como aeropuerto carguero, siendo el segundo en el país en esta categoría después de Aeropuerto de Ezeiza. Material audiovisual
Opera vuelos a Miami, Lima, Guarulhos y Santiago de Chile, transportando la producción tucumana de arándanos azules, limones, frutillas y otras frutas finas, así como productos de exportación para la industria minera. Además, es utilizado para vuelos cargueros en eventos deportivos de alcance internacional, como el MotoGP.
Su récord de pasajeros fue en 1988 cuando 6 aerolíneas hacían casi cien vuelos semanales, con destinos internacionales y de cabotaje. En 1988, 710.000 pasajeros despegaron de Tucumán; en 1998 fueron 568.000 y 544.605 en 2017.
En otras épocas, también operaron en este aeropuerto aerolíneas como Lloyd Aéreo Boliviano, Inter Austral, Aerochaco, Alfa, Alta, Dinar Líneas Aéreas, Southern Winds, American Falcon y Tapsa, LATAM Chile, LATAM Perú, hoy en su mayoría ya desaparecidas. Actualmente vuelan Aerolíneas Argentinas, JetSmart, FlyBondi, ANDES (vuelo chárter) y American Jet. 
Con respecto a las aerolíneas de carga, el aeropuerto recibió vuelos de carga de Qatar Cargo, LATAM Cargo, ATLAS Air, AerCaribe, CargoLux, Kalitta Air, Lufthansa Cargo, Ethiophian Cargoy ANTONOV.
El 9 de abril de 2013, la pista pasó a denominarse 02/20 (antiguamente era 01/19) por el cambio en la declinación magnética (NOTAM A1067/2013).  

Carguero de LATAM Chile en plataforma de carga del Aeropuerto de Tucuman

A mediados de 2019 se inauguró el nuevo equipamiento ILS que reemplazó a un sistema anterior del año 1981, que requería labores de mantenimiento y verificaciones más frecuentes, elevando los costos operativos y afectando la operatividad del aeropuerto bajo condiciones meteorológicas adversas. Además, había sido discontinuado por su fabricante con lo cual se dificultaba su soporte técnico.En 2020 se realizó la Modernización de la Torre de Control del Aeropuerto: la renovada torre cuenta ahora con una nueva sala de descanso para los controladores y controladoras, salida de emergencia conforme normativas de Seguridad e Higiene, sistemas de refrigeración, sistema contra incendios y mejor equipamiento tecnológico. 
En los últimos años se conocieron diferentes propuestas para la ampliación y modernización del aeropuerto, que por la situación económica del país y la inestabilidad política, nunca se llegó a un acuerdo provincial y nacional que dicte la ejecución de obras en este, además de que depende de la intervención e inversiones por parte de la empresa a cargo Aeropuertos 2000. En el año 2017 hubo una propuesta provincial para su remodelación y se realizó un diseño por parte del famoso arquitecto tucumano César Pelli, pero de este proyecto solo se llevaron a cabo las obras de ampliación de la pista, convirtiéndola en una de las más largas del país. Finalmente en 2024, se acordó entre la nación y la provincia de Tucumán la inversión para la remodelación del establecimiento, con una propuesta de diseño propia de Aeropuertos 2000, que actualmente está en etapa de desarrollo del proyecto para su próxima etapa de obra. La inversión total será de 58 millones de dólares y permitirá que la terminal pase de recibir 750.000 pasajeros anuales a 1.500.000, duplicando su capacidad operativa. El proceso licitatorio ya está en marcha y el 1 de abril de 2025 se abrirán los sobres con las ofertas de las empresas interesadas en realizar la obra.
El aeropuerto cuenta con Depósito Fiscal (Resolución 96 / 2019 Código Aduana: 1100D), incluye una cámara de frío +0° +2°, habilitada para fruta fresca de exportación de Aeropuertos Argentina Cargas.La Terminal de cargas de Tucumán opera también como Puerto Seco, y tiene una capacidad de operación de 200 pallets de almacenamiento, 3 docks de carga y descarga, y la posibilidad de espera de hasta 10 camiones. La habilitación de Puerto Seco permite aplicar una metodología de trabajo especial que acelera los procesos de control, sellado y carga de los camiones que llevarán la mercadería a los puertos marítimos para ser exportada.

Área de influencia aeropuerto de Tucumán

Carguero en plataforma

Carga de caballos peruanos arribando al aeropuerto de Tucumán

Carguero operando en plataforma de carga del Aeropuerto de Tucumán

Carguero operando en plataforma de carga para evento deportivo en Aeropuerto de Tucumán

Carguero Antonov en plataforma aeropuerto de Tucumán

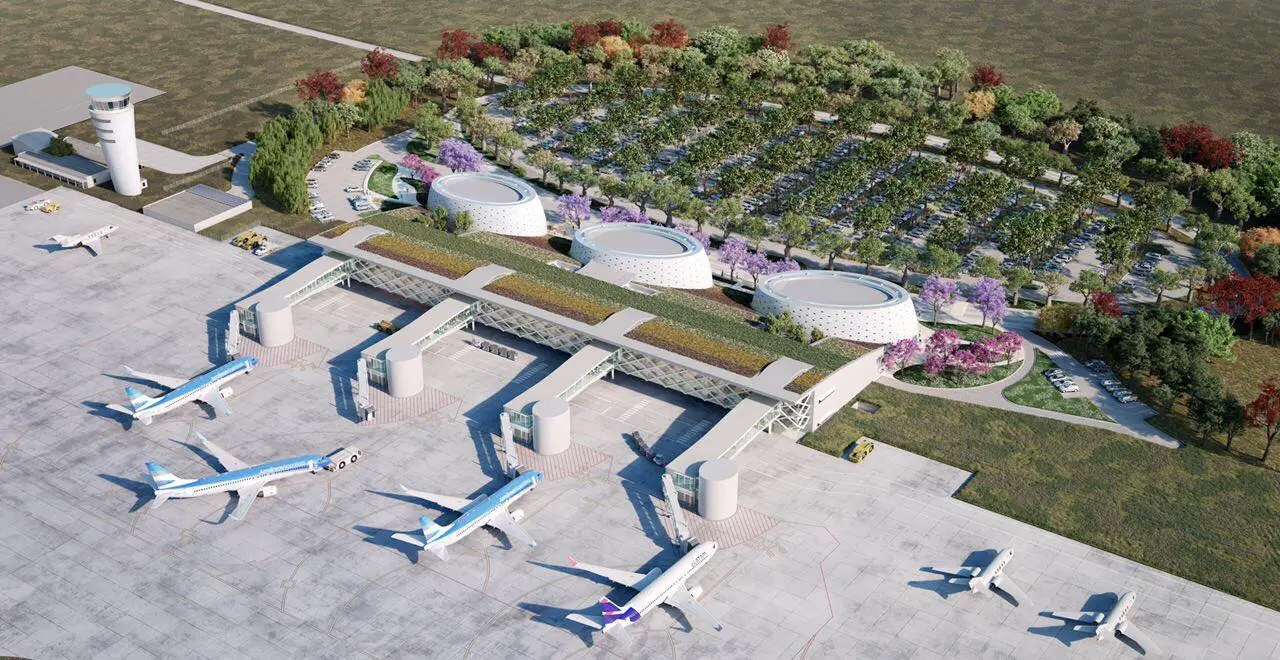
Propuesta del aeropuerto de Tucumán por César Pelli, 2017.

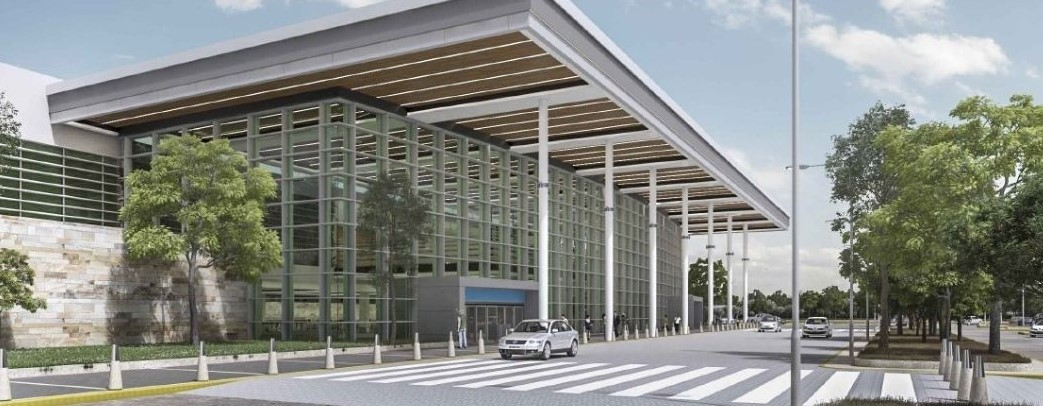
Proyecto de remodelación 2025, Aeropuerto de Tucumán (Fachada)

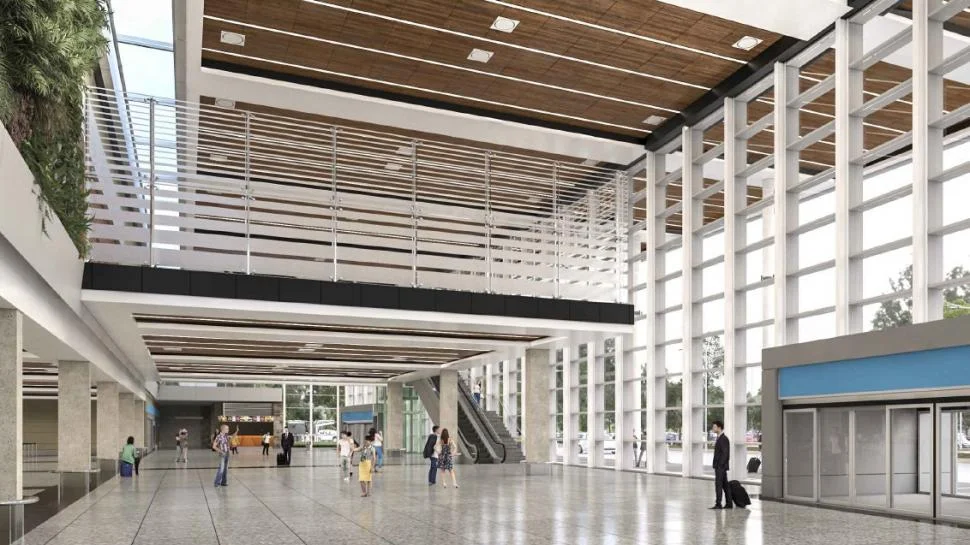
Proyecto de remodelación 2025, Aeropuerto de Tucumán (interior)

## Datos generales
- Propietario: Provincia de Tucumán
- Concesionario: Aeropuertos Argentina 2000 S.A.
- Dirección: Cevil Pozo, Departamento Cruz Alta
- Ubicación geográfica: latitud > 26°50′27″ S. Longitud > 65°6′17″ O.
- Área total del predio: 540 ha
- Horario de operación: H24
- Elevación: 456 metros sobre el nivel del mar
- Categoría: OACI > 4E Aeropuerto Internacional .
- Superficies: Pistas 130 500 m²; Calles de rodaje 21 250 m²; Plataformas 21 600 m²; Terminal de pasajeros 6.982 m² (2 plantas + torre de control); Hangares 1.840 m²; Estacionamiento vehicular 12 560 m² (278 vehículos); Terminal de cargas 3.850 m² (cuenta con depósito refrigerado)

## Impacto Socioeconómico y Territorial del Aeropuerto[12]
El Impacto Socioeconómico y Territorial 2022 del Aeropuerto Internacional de Tucumán refleja su relevancia como nodo clave en el transporte de carga y pasajeros en Argentina y la región. En el ámbito económico, el aeropuerto es el segundo más importante del país en términos de carga aérea, facilitando la exportación de productos agrícolas como arándanos, limones y frutillas, así como bienes industriales, incluidos componentes automotrices. Además, genera un impacto significativo en sectores como servicios, agricultura, comercio e industria, contribuyendo al desarrollo regional y la competitividad del comercio exterior.
Desde el punto de vista territorial, el aeropuerto fortalece la conectividad de Tucumán con destinos nacionales e internacionales. En términos de pasajeros, mantiene conexiones regulares con Buenos Aires, Córdoba, Iguazú, Salta y Mar del Plata, operadas por Aerolíneas Argentinas, Flybondi y JetSmart. Asimismo, su infraestructura ha permitido la operación de vuelos cargueros destinados a eventos deportivos internacionales, como el MotoGP, consolidando su rol estratégico en el transporte de carga especializada.
El impacto social del aeropuerto se refleja en la generación de empleo y actividades económicas vinculadas al sector aerocomercial y servicios conexos. Más del 78% de su actividad está relacionada con el transporte aéreo, mientras que un 21% proviene de actividades secundarias desarrolladas en el aeropuerto. Su rol como motor económico local refuerza la importancia de continuar invirtiendo en infraestructura y servicios para potenciar su crecimiento y eficiencia operativa.
Impacto Socioeconómico y Territorial 2022 Aeropuerto de Tucumán | Argentina.gob.ar

## Estadísticas
| Año  | Cambio | Total   | Domésticos | Internacionales | Tránsitos | Cambio  | Carga (tons) |
| ---- | ------ | ------- | ---------- | --------------- | --------- | ------- | ------------ |
| 2018 | 39,69% | 940.512 | 843.686    | 97.196          | -         | -       | -            |
| 2017 | 15,90% | 567.310 | 544.605    | 22.705          | -         | 54,644% | 3.854        |
| 2016 | 10,53% | 662.093 | 661.598    | 495             | 1.055     | 64,44%  | 8.495        |
| 2015 | 14,82% | 600.776 | 599.088    | 798             | 890       | 13,18%  | 5.166        |
| 2014 | 4,44%  | 523.191 | 521.469    | 126             | 1.596     | 73,62%  | 5.950        |
| 2013 | 12,59% | 500.906 | 499.512    | 256             | 1.135     | 33,64%  | 3.427        |
| 2012 | 10,11% | 444.893 | 443.349    | 128             | 1.416     | 4,59%   | 5.164        |
| 2011 | 1,72%  | 404.040 | 400.333    | 632             | 3.075     | 58,95%  | 4.937        |
| 2010 | 4,60%  | 411.102 | 399.276    | 3.914           | 7.912     | 25,59%  | 3.106        |
| 2009 | 36,93% | 393.000 | 352.300    | 7.821           | 32.879    | 6,75%   | 2.473        |
| 2008 | 11,25% | 286.998 | 256.967    | 2.734           | 27.297    | 63,60%  | 2.652        |
| 2007 | 6,06%  | 257.955 | 242.200    | 1.077           | 14.678    | 2,72%   | 1.621        |
| 2006 | 1,20%  | 274.579 | 258.001    | 1.810           | 14.768    | 8,97%   | 1.578        |
| 2005 | 15,32% | 271.304 | 253.308    | 1.166           | 16.830    | 6,62%   | 1.448        |
| 2004 | 14,85% | 320.354 | 280.434    | 1.569           | 38.351    | 8,81%   | 1.358        |
| 2003 | 12,23% | 278.921 | 241.767    | 592             | 36.562    | 22,73%  | 1.248        |
| 2002 | 17,92% | 317.761 | 263.344    | 871             | 53.546    | 7,56%   | 1.615        |
| 2001 | N/D    | 387.113 | 334.371    | 12.002          | 40.740    | N/D     | 1.747        |

ANAC Estadísticas  En esta sección se encuentran publicados los datos del desarrollo aerocomercial, generados por la Dirección de Estudios de Mercado y Estadísticas, dependiente de la Dirección Nacional de Transporte Aéreo de la Administración Nacional de Aviación Civil (ANAC). En los informes se podrá acceder a la cantidad de pasajeros de cabotaje e internacionales, la actividad de los operadores aéreos nacionales y extranjeros, cantidad de movimientos y nivel de demanda en aeropuertos, entre otros datos que caracterizan el escenario del transporte aéreo en la República Argentina.
Arribos en Tiempo real
Despegues en Tiempo real
Listado con los 11 aeropuertos argentinos que concentran el mayor tráfico de pasajeros y vuelos año 2024
1. Aeroparque Jorge Newbery (AEP)
2. Aeropuerto Internacional Ezeiza – Ministro Pistarini (EZE)
3. Aeropuerto Internacional Ingeniero Ambrosio Taravella – Córdoba (COR)
4. Aeropuerto Internacional Teniente Luis Candelaria – Bariloche (BRC)
5. Aeropuerto Internacional El Plumerillo – Mendoza (MDZ)
6. Aeropuerto Internacional Martín Miguel de Güemes – Salta (SLA)
7. Aeropuerto Internacional Malvinas Argentinas – Ushuaia (USH)
8. Aeropuerto Internacional de Puerto Iguazú – Iguazú (IGR)
9. Aeropuerto Internacional Presidente Perón – Neuquén (NQN)
10. Aeropuerto Comandante Armando Tola – El Calafate (FTE)
11. Aeropuerto Internacional Teniente General Benjamín Matienzo – Tucumán (TUC)

| Ranking | Ciudad                               | Pasajeros (2017) | Pasajeros (2018) | Variación | Aerolíneas                                                           | Pasajeros (Ene - Mar 2019) | Variación |
| ------- | ------------------------------------ | ---------------- | ---------------- | --------- | -------------------------------------------------------------------- | -------------------------- | --------- |
| 1       | Buenos Aires (Aeroparque), Argentina | 491.131          | 677.333          | +37,91    | Aerolíneas Argentinas, Andes, Austral Líneas Aéreas, LATAM Argentina | 143.270                    | -16,72    |
| 2       | Córdoba, Argentina                   | 24.512           | 67.570           | +65,21    | Aerolíneas Argentinas                                                | 17.439                     | +12,04    |
| 3       | Lima, Perú                           | 12.189           | 53.815           | +76,46    | LATAM Perú                                                           | 16.938                     | +59,11    |
| 4       | Buenos Aires (El Palomar), Argentina | N/D              | 41.153           | +Nuevo    | Flybondi                                                             | 16.825                     | +645,45   |
| 5       | Buenos Aires (Ezeiza), Argentina     | N/D              | 28.365           | +Nuevo    | Aerolíneas Argentinas                                                | 15.344                     | +Nuevo    |
| 6       | Santiago de Chile, Chile             | 9.599            | 28.014           | +66,66    | LATAM Brasil (Finalizó en marzo de 2019                              | 4.828                      | +Nuevo    |
| 7       | São Paulo(Guarulhos), Brasil         | N/D              | 13.986           | +Nuevo    | LATAM Brasil (Finalizó en marzo de 2019)                             | 4.547                      | +Nuevo    |
| 8       | San Carlos de Bariloche, Argentina   | N/D              | 8.776            | +Nuevo    | LATAM Argentina                                                      | 8.776                      | +Nuevo    |
| 9       | Mar del Plata, Argentina             | 7.397            | 7.594            | +0,51     | Austral Líneas Aéreas                                                | 6.915                      | +3,75     |

## Aerolíneas y destinos
| Aerolineas Argentinas 6 destinos          | Nacionales (2): Buenos Aires / Córdoba / Puerto Iguazú / Mar Del Plata / Mendoza Internacional (1): Punta Cana |
| Flybondi 1 destino                        | Nacional (1): Buenos Aires                                                                                     |
| JetSMART Argentina 1 destino              | Nacional (1): Buenos Aires                                                                                     |
| Copa Airlines 1 destino                   | Internacional (1): Ciudad de Panamá (Inicia 24 de septiembre del 2025)                                         |
| LATAM Airlines 1 destino                  | Internacional (1): Lima (Inicia 14 de diciembre del 2025)                                                      |
| Total: 5 destinos, 4 países, 5 aerolíneas | |

### Destinos nacionales
| Destinos regulares | Nombre del aeropuerto                                                        | Aerolíneas                                            | Avión                                | Frecuencias semanales |
| ------------------ | ---------------------------------------------------------------------------- | ----------------------------------------------------- | ------------------------------------ | --------------------- |
| Argentina          |                                                                              |                                                       |                                      |                       |
| Buenos Aires       | Aeroparque Jorge Newbery                                                     | Aerolíneas Argentinas / Flybondi / JetSMART Argentina | E190, B737, B738, B38M / B738 / A320 | 54                    |
| Buenos Aires       | Aeropuerto Internacional de Ezeiza Ministro Pistarini                        | Aerolíneas Argentinas                                 | B738, B38M                           | 7                     |
| Córdoba            | Aeropuerto Internacional Ingeniero Ambrosio Taravella                        | Aerolíneas Argentinas                                 | B738                                 | 9                     |
| Mar del Plata      | Aeropuerto Internacional Astor Piazzolla                                     | Aerolíneas Argentinas (Estacional)                    | E190                                 | 6 Temporada de verano |
| Puerto Iguazú      | Aeropuerto Internacional Cataratas del Iguazú Mayor D. Carlos Eduardo Krause | Aerolíneas Argentinas (Estacional)                    | B737, E-190AR                        | 6 Temporada de verano |

### Destinos Internacionales
| Destinos regulares                       | Nombre del aeropuerto                  | Aerolíneas                                       | Aeronaves | Frecuencias semanales |
| ---------------------------------------- | -------------------------------------- | ------------------------------------------------ | --------- | --------------------- |
| Panamá                                   |                                        |                                                  |           |                       |
| Ciudad de Panamá                         | Aeropuerto Internacional de Tocumen    | Copa Airlines (Inicia 24 de septiembre del 2025) | B738      | 3                     |
| República Dominicana                     |                                        |                                                  |           |                       |
| Punta Cana                               | Aeropuerto Internacional de Punta Cana | Aerolíneas Argentinas                            | B38M      | 1                     |
| Perú                                     |                                        |                                                  |           |                       |
| Lima                                     | Aeropuerto Internacional Jorge Chávez  | LATAM Perú (Inicia 14 de diciembre del 2025)     | A320      | 3                     |
| Total: 3 destino, 3 países, 3 aerolíneas |                                        |                                                  |           |                       |

### Aerolíneas de Carga
Con respecto a las aerolíneas de carga, el aeropuerto recibió vuelos de carga de Qatar Cargo, LATAM Cargo, ATLAS Air, AerCaribe, CargoLux, Kalitta Air, Lufthansa Cargo, Ethiophian Cargo, ANTONOV.
| Aeronaves Utilizadas Regularmente | Aeronaves Utilizadas Regularmente        | Aeronaves Utilizadas Regularmente | Aeronaves Utilizadas Regularmente |
| --- | ---------------------------------------- | --------------------------------- | --------------------------------- |
| \| Aerolíneas \| Aeronaves \| Fotos \| \| ------------------- \| ---------------------------------------- \| ----- \| \| Atlas Air \| Boeing 747-400F \| \| \| Centurion Air Cargo \| Boeing 747-400F \| \| \| LATAM Cargo \| Boeing B767-300EFR \| \| \| LATAM Cargo Brasil \| Boeing B767-300EFR \| \| \| Sky Lease Cargo \| McDonnell Douglas MD-11F Boeing 747-400F \| \| \| Lufthansa Cargo \| McDonnell Douglas MD-11F \| \| \| Qatar Airways \| Boeing 777F \| \| |                                          |                                   |                                   |
| Aerolíneas | Aeronaves                                | Fotos                             |                                   |
| Atlas Air | Boeing 747-400F                          |                                   |                                   |
| Centurion Air Cargo | Boeing 747-400F                          |                                   |                                   |
| LATAM Cargo | Boeing B767-300EFR                       |                                   |                                   |
| LATAM Cargo Brasil | Boeing B767-300EFR                       |                                   |                                   |
| Sky Lease Cargo | McDonnell Douglas MD-11F Boeing 747-400F |                                   |                                   |
| Lufthansa Cargo | McDonnell Douglas MD-11F                 |                                   |                                   |
| Qatar Airways | Boeing 777F                              |                                   |                                   |

Operaciones únicas durante temporadas de Arándanos azules. (Agosto-Diciembre)
| Aerolíneas          | Destinos                                               |
| ------------------- | ------------------------------------------------------ |
| Atlas Air           | Miami                                                  |
| Centurion Air Cargo | Lima, Miami                                            |
| LATAM Cargo         | Campinas-Viracopos, Lima, Miami                        |
| LATAM Cargo Brasil  | Campinas-Viracopos, Miami, Manaus                      |
| Lufthansa Cargo     | Campinas-Viracopos, Dakar, Frankfurt, Londres-Stansted |
| Sky Lease Cargo     | Lima, Miami                                            |

Operaciones únicas durante evento de MotoGP en Autódromo Internacional de Termas de Río Hondo (marzo-abril) organizada por DORNA.
Durante la semana del 2 al 8 de marzo de 2025, la capital tucumana recibió cuatro vuelos de carga provenientes del Aeropuerto Internacional de Bangkok (BKK), donde se llevó a cabo la anterior fecha del campeonato mundial de motociclismo. Los vuelos, operados por Cargolux Airlines y Qatar Airways, realizan escalas técnicas en Johannesburgo, Sudáfrica, y Campinas, Brasil antes de llegar a Tucumán. Una vez finalizada la carrera de Termas de Rio Hondo , el aeropuerto recibió  cargueros B777 de QATAR para trasladar los vehículos y equipamientos a Austin, Texas, donde se disputo la siguiente fecha del campeonato. 

## Destinos cesados

### Aerolíneas Operativas
- Andes Líneas Aéreas: (Buenos Aires-Aeroparque, Salta)
- JETSMART
- Flybondi: (Tucumán)
- LATAM Chile: (Santiago de Chile)
- LATAM Brasil: (San Pablo)

### Aerolíneas Extintas
- Aerochaco (Córdoba, Resistencia)
- Aerosur (Salta, Santa Cruz de la Sierra)
- Dinar Líneas Aéreas (Buenos Aires, Salta)
- LAPA (Buenos Aires, Córdoba, Salta)
- 'LATAM Argentina' (Aeroparque, Bariloche)
- Lloyd Aéreo Boliviano (Córdoba, Santa Cruz de la Sierra)
- Sol Líneas Aéreas (Córdoba, Mendoza, Rosario)
- Southern Winds (Buenos Aires, Córdoba)
- Transcontinental S.A (Buenos Aires)